# Oxira stigmatias
Oxira stigmatias là một loài bướm đêm trong họ Noctuidae.